# Chak Kalal
Chak Kalal (em panjabi: ਚੱਕ ਕਲਾਲ) é uma aldeia localizada no distrito de Shaheed Bhagat Singh Nagar, no estado de Punjab, na Índia. Está localizado a 3 (1,9 mi) quilômetros de Banga, 17 (11 mi) quilômetros da cidade de Nawanshahr, 12 quilômetros (7,5 mi) do distrito Shaheed Bhagat Singh Nagas e 108 quilômetros (67 mi) da capital do estado, Chandigarh. A aldeia, assim como as demais indianas, é governada por um sarpanch, eleito democraticamente pela maioria da população residente no assentamento.

## Demografia
Segundo o relatório publicado pelo Censo da Índia de 2011, a aldeia Chak Kalal é composta por um total de 176 casas e a população total é de 874 habitantes, dos quais 441 são do sexo masculino e 433, do sexo feminino. O nível de alfabetização da aldeia é 83.25% maior que a média do estado, a qual é de 75.84%.
Conforme constatação do Censo, 246 pessoas exercem seu trabalho fora da aldeia; dessas, 224 são homens e 22 são mulheres. O levantamento do governo também consta que 99.59% dos trabalhadores ocupam um serviço como trabalho formal e único, enquanto os outros 0.41% estão envolvidos em atividades marginais, trabalhando como meio de subsistência em diferentes lugares em menos de seis meses.

## Educação
Na aldeia, não há nenhuma escola, e os estudantes precisam ir a outras aldeias para estudar; muitas dessas aldeias estão distantes por dez quilômetros. Nas proximidades, destaca-se a Lovely Professional University a 30 quilômetros. Outras instituições de ensino também representam papel importante na região: Amardeep Singh Shergill Memorial e Right of Children to Free and Compulsory Education Act.

## Transporte
A estação de trem mais próxima de Chak Kalal é Malupota; no entanto, a estação principal, Phagwara, está a 22 quilômetros (14 mi) de distância. O aeroporto mais perto é Sahnewal, localizado a 59 quilômetros, e o aeroporto internacional mais próximo é o Sri Guru Ram Dass Jee, a 139 quilômetros.